# Γ-オリザノール
γ-オリザノール（ガンマ-オリザノール、英名: γ-oryzanol）とは、米糠の脂質に含有される、フェルラ酸とステロールとが縮合したエステル類の総称である。CAS登録番号は [11042-64-1]、無色～淡黄色の粉末。成分として、オリザノールA（CAS登録番号 [21238-33-5]）、オリザノールC（同 [469-36-3]）などを含む。
米糠に特有の成分である。コレステロールの吸収を抑える作用、更年期障害などの不定愁訴に効用があるとして医薬品として用いられる。また、紫外線防止のために化粧品に用いられる。
オリザノールは薬品の成分表示などにおいて「γ-Orz」と表記される場合がある。
医薬品の製品名は「ハイゼット」（大塚製薬製造販売）。

## 成分
| 名称                                         | 化学構造 | 分子式   | CAS番号    |
| -------------------------------------------- | -------- | -------- | ---------- |
| Cycloartenyl ferulate Oryzanol A             |          | C40H58O4 | 21238-33-5 |
| 24-Methylenecycloartanyl ferulate Oryzanol C |          | C41H60O4 | 469-36-3   |
| Campesteryl ferulate                         |          | C38H56O4 | 20972-07-0 |

含量の少ない成分としてはΔ7-stigmastenyl ferulate、stigmasteryl ferulate、Δ7-campestenyl ferulate、Δ7-sitostenyl ferulate、sitosteryl ferulate、compestanyl ferulate、sitostanyl ferulateがある。

## 医薬品の適応症
- 高脂質血症[3]
- 心身症（更年期障害、過敏性腸症候群）における身体症候並びに不安・緊張・抑うつ

## 関連
- 糠
- 玄米